# José Alberto Bacler d'Albe
José Alberto Bacler d'Albe fue un ingeniero militar que tras participar en las guerras napoleónicas tuvo una importante actuación en la campaña libertadora de Chile y en la Expedición Libertadora del Perú.

## Biografía
Alberto Bacler d'Albe nació el 21 de octubre de 1761 en Saint-Pol-sur-Ternoise, hijo de María Marta Alejandrina Godin y de Louis Albert Guislain Bacler d'Albe. "Era un hombre pequeño, moreno, bien parecido, agradable, instruido, capaz y buen delineante". El 1 de mayo de 1793 se incorporó al ejército francés y tras convertirse en director del Servicio Topográfico de Napoleón Bonaparte (septiembre de 1804) y después Comandante del cuerpo de Ingenieros geógrafos, alcanzó una baronía en 1809 y el grado de mariscal de campo y la Legión de Honor en 1813.

### Las guerras napoleónicas
Alberto Bacler fue educado en la Escuela Militar de París de donde egresó como oficial de ingenieros. A partir de 1796 pasó a estar bajo las órdenes del General Bonaparte, luego como principal responsable de la Oficina Topográfica. "Fue quizás el ayudante más indispensable de Napoleón". Pasó a combatir en las guerras napoleónicas. Su responsabilidad era organizar las sesiones de planificación que presidía el Emperador, corregir los mapas y mantener al día un mapa a gran escala con la situación diaria de todas las formaciones representadas por alfileres de diferentes colores que se encontraba en la oficina de Napoleón. Se distinguió en el Ejército del Norte en la campaña de Flesinga de 1809.
Participó luego en numerosas acciones en Austria, Rusia, Alemania, España, Bélgica y Francia.
Anecdóticamente solían golpearse la cabeza y el trasero accidentalmente con el Emperador cuando juntos gatean por el piso quitando, poniendo y cambiando de lugar los alfileres en el mapa a gran escala. Bajo las órdenes del Emperador llegó a ser uno de los ayudantes más atareados, la primera y última orden diaria de Napoleón en campaña era "que venga D'Albe".
Sirvió en el ejército francés prácticamente sin interrupciones hasta 1813, al final con la ayuda de dos asistentes exclusivos para ayudarlo y aliviar sus tareas, aunque seguía siendo clave en sus funciones, acto que le permitió lograr la jerarquía de General.

### América
Después de la derrota definitiva de Bonaparte en la batalla de Waterloo, Bacler emigró a los Estados Unidos de América, arribando a Baltimore en agosto de 1816. Allí fue convencido por el chileno José Miguel Carrera de embarcarse al Río de la Plata en la fragata Clifton para sumarse a la lucha por la libertad de Chile.

#### Chile (1817-1819)
En 1817 se incorporó al ejército de las Provincias Unidas del Río de la Plata con el grado de sargento mayor de ingenieros, participando en la campaña de Chile al mando de José de San Martín.
Tuvo descollante actuación en el sitio y asalto de Talcahuano, levantando un plano del área que "por la exactitud absoluta y por la ejecución artística revela en su autor un verdadero ingeniero militar" y el 6 de diciembre al mando de un cuerpo de zapadores integró la división que al mando de Gregorio de las Heras consiguió apoderarse del reducto del Morro.
Durante la campaña fue el resonsable directo de la mayor parte de los trabajos topográficos realizados en apoyo de las operaciones militares.
Asistió a la batalla de Maipú en 1818, siendo recomendado en su parte por el general San Martín al gobierno de Chile. En ese combate se encontró con el comandante de la reserva el coronel Hilarión de la Quintana quien en momentos en que la victoria era incierta le manifestó "Vaya Ud y avise al general que voy a atacar con mi reserva sin su orden, pues si me dejo estar un solo momento sin moverme todo es perdido", tras lo que dio órdenes de intervenir a su división decidiendo así la jornada para las armas patriotas.
Fue quien levantó los planos de los campos de batalla de Cancha Rayada y de Maipú que incluiría Bartolomé Mitre en su Historia de San Martín.

#### Perú (1820-1822)
Tras ser ascendido al grado de teniente coronel de ingenieros retroactivo al 15 de abril de 1818, en 1819 Bacler regresó a Buenos Aires y tras un breve paso por el Departamento de Artillería e Ingenieros se sumó a la Expedición Libertadora del Perú comandada por San Martín con el grado de teniente coronel, prestando importantes servicios desde el desembarco del ejército libertador.
Realizó entre otros trabajos levantamientos topográficos en Pisco y tras el traslado del ejército de operaciones al norte, en Huaura. Para facilitar las operaciones de embarque y desembarque durante la permanencia del Ejército Libertador en la región, construyó rápidamente un muelle en el puerto de Huacho y fortificó la posición defensiva ocupada por las tropas en el valle de esa localidad.
El general Miller describió así las obras: "Se organizó la posición en la orilla del río Huaura, que había hecho fortificar San Martín con obras de campaña. La derecha de esta línea se apoyaba en el mar, teniendo a Huacho al frente y a Sayán a la izquierda, siete u ocho leguas dentro del valle de Huaura".

#### Últimos años (1823-1824)
Tras regresar a Chile en 1823 fue comisionado junto a su compatriota el geógrafo Carlos Ambrosio Lozier para levantar un mapa geográfico de esa nación, proyecto que se vio trunco al serle encargadas otras comisiones.
Según algunos autores falleció en Valparaíso el 24 de diciembre de 1823 víctima de la fiebre amarilla. Según otros, tras participar de la expedición a Chiloé en 1824 al mando de su compatriota Jorge Beauchef, Bacler regresó a Francia donde murió ese mismo año, al igual que su padre. Estaba casado con Manuela López y Dorrego.